# 海军

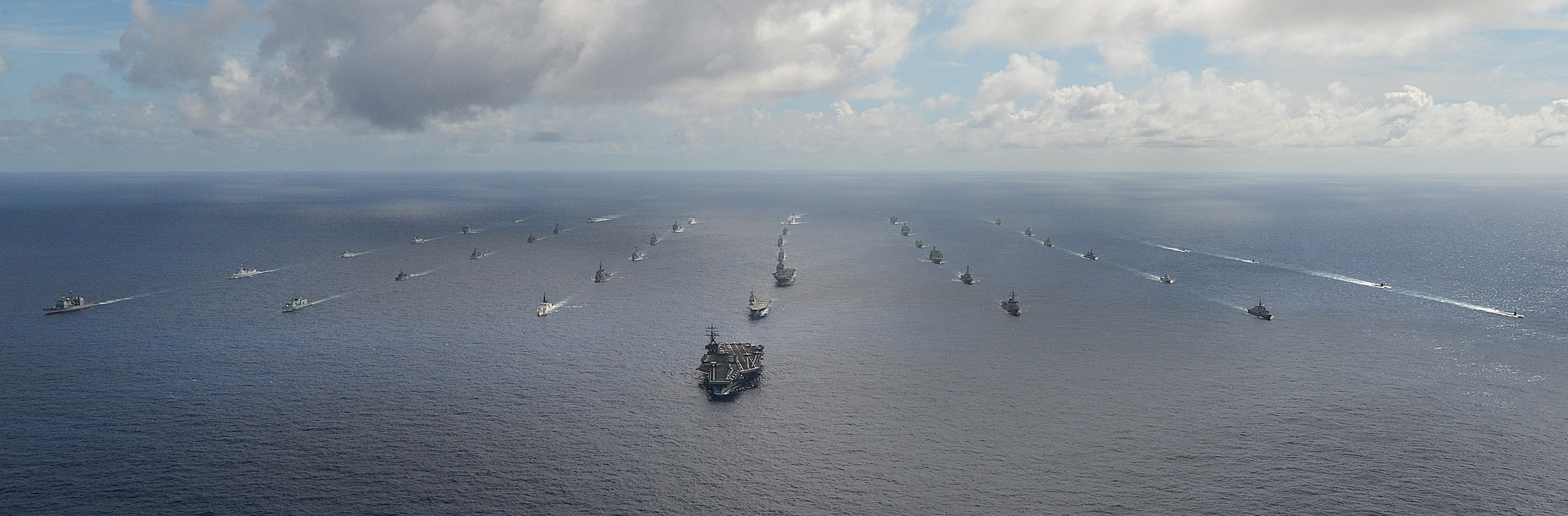
環太平洋軍演-2014多國海軍42艘軍艦組成的編隊

海軍是在海洋、河流、湖泊等水體上作戰的軍種，是领海国防军事力量的主要構成部分。海軍使用的武器主要為各式水面舰艇（軍艦）以及在水面下航行的潛艇，除此之外還可衍生出进行空战和空运的海軍航空兵以及负责两栖作战和登舰作战的海軍陸戰隊。
海軍是人類史上最古老的軍種之一，一般來說以錨作為標誌。海军可以追溯到古代人類航海貿易、海上掠奪與自衛的發展，如西元前1400年的腓尼基人為保護於敘利亞沿岸穿越地中海建立殖民地和貿易活動，建造和使用了三列槳座戰船於海上與敵人戰鬥。隨著造船技術和工業革命的進步，海軍船艦從人力划槳、風力推動的帆船到了輪機動力，航程大為增加；海軍的武力也因為火砲的發明從水兵間的登艦近距離戰鬥演變到遠距開火射擊。第二次世界大戰中，海軍戰鬥模式不變，巨砲厚甲的戰艦逐漸退出世界舞台，取而代之的是潛艇和航空母艦空中武力的活躍，同時也在該時期爆發了史上最大規模的海上戰役—雷伊泰灣海戰。戰後因為核動力能源的發明使得船艦航程趨近無限，武器也演變成具備長射程與精密性質的飛彈，海軍的影響力也可延伸到更廣的範圍。
海軍在世界歷史上扮演了重要角色，包括西班牙、法國和英國曾建立的全球殖民地與海上霸權、二戰中的大西洋海戰和美國與日本間的太平洋戰爭、冷戰英國和阿根廷間的全球海權爭奪競賽與福克蘭群島戰爭，直到現今大規模的戰爭已不存在，取而代之的是各國維持著規模較小的海軍。

## 歷史

### 西元前至十七世紀

錨為許多海軍的標誌與象徵。

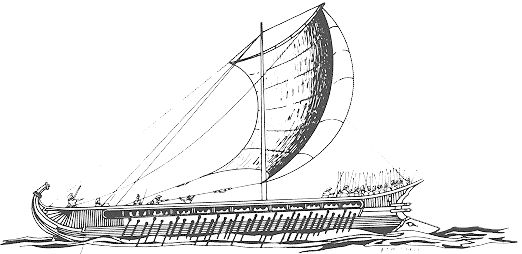
希臘軍使用的三列槳座戰船

歷史上哪一群落最早建立海軍眾說紛紜，但最初人類爭奪海洋的管理和控制權是為了保護海洋貿易利益開始的。四大古文明的古埃及和古巴比倫於地中海地區交會，彼此的戰爭與掠奪從陸地發展至海上而建立起了海軍，以進行擴張，奪取更多資源與地域。克里特人也向東西兩方擴張，佔領了塞浦路斯和西西里島等地。因此，早期海軍的功能在於保護自己的海上貿易、掠奪與擴張時輸送部隊登陸和抵禦敵人來自海上的進攻三種功能。而第一支專業化的海軍即為克里特王米诺斯所建，擁有以下特質：這支武裝力量長年於海上作戰、有專門從事海戰之船隻和裝備、這支海軍為米諾斯擴張佔領希臘和地中海島嶼多地、可以單靠這支力量取得基本剿滅海盜的成果。此時的海軍船艦為單層甲板的平底船，動力為人力划槳，武器使用的是運載士兵的冷兵器，攻擊方式從接舷肉搏到遠距射箭皆有。在各民族從城邦發展為更複雜的國家形式後，貿易與殖民活動更為興盛，海軍規模也隨之擴大，開始出現海軍戰術的研究，如應用高速機動力與良好的航海技術、投擲易燃物（如更晚期研發出的希臘火）和衝撞摧毀敵船等。在西元前480年的萨拉米湾海战是早期著名的一次海戰，希臘聯軍以少勝多重創薛西斯一世的艦隊，確定了往後雅典海軍於愛琴海的霸權，直到伯羅奔尼撒戰爭被斯巴達艦隊擊敗為止。亞洲方面，古印度的朱罗王朝也在印度洋建設了當地最強大的海軍，古中國則在西元600年前（春秋時期）就有建立舟師、水師與水軍，在10世紀時中国帆船即裝有火器。在西元476年至1640年的封建時代裡，西方海軍發展緩慢，於10-12世紀才出現了帆船，而14-16世紀才逐漸汰換，直到17世紀中葉才完全被取代。與船艦動力相同，戰術發展也極為緩慢，雖然人類在15世紀初就開始在艦上加裝火砲，但到15-17世紀中葉海戰仍是接戰肉搏為主，西元1571年的勒班陀海戰則為人類史上最後主要使用划槳船作戰的大型海戰。

### 十五世紀至十八世紀

憑著早期的海上優勢，在世界拓展殖民地而建立的西班牙帝國。

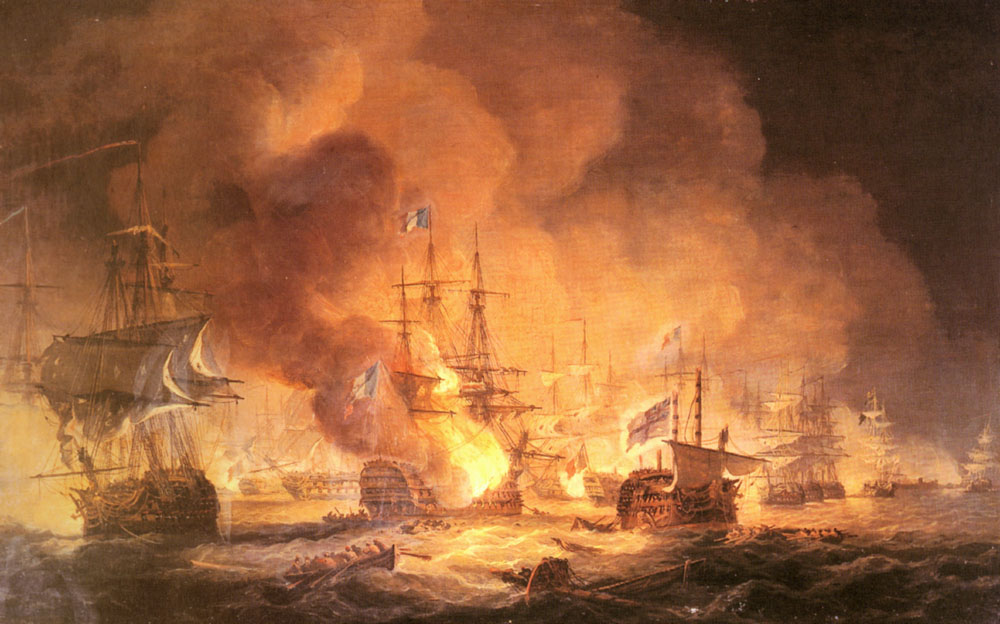
法國大革命戰爭中的尼羅河河口海戰，英法兩國正在開戰

15世紀初，鄭和艦隊下西洋，使一些南亞和非洲國家到中國朝貢，但中國送的回禮往往比貢品貴重，導致政府缺乏資本維持海軍，15世紀末開始衰落。15至17世紀間的地理大發現是海軍發展緩慢的一大轉捩點，歐洲各國相繼開闢新航路、促成歐洲經濟的變革，大西洋沿岸的國家相繼繁榮，地中海國家則相對衰落。歐洲國家開始因為帝國主義前往海外擴張建立廣大的殖民地，因此海軍規模不斷增大來維護國家殖民統治的權益，在角逐殖民地時海軍也擔當了主力軍種，如西班牙的無敵艦隊控制了16世紀大西洋與西太平洋的航線，並成為擁有無數殖民地的西班牙帝國。17世紀時，西班牙帝國因對法國的戰爭失利，國力衰弱無法維持海軍霸權，被荷蘭海軍超越。17世紀時，艦隊實力最強的荷蘭，也在法荷战争中衰落，法國海軍成功超越荷蘭海軍成為海軍霸權。18世紀，法國擁有加拿大、部份印度、密西西比河谷和非洲部分領土，與英國兩國因殖民地發生許多海上戰爭，便是後來的七年戰爭。法國最後在這場大戰中落敗，將美洲與印度的控制權讓給了英國，也因此從18世紀中葉起，英國穩坐世界第一海上強權的位置，也在全球建立一套自己的殖民結構，是為大英帝國，也是有史以來最大的全球帝國，擁有全球四分之一的領土。18世紀末，法國爆發大革命，而後軍事強人拿破崙遠征埃及，但在海戰中敗下陣，被迫放棄攻至印度的想法。雖然而後曾試圖登陸英國，但海軍實力不足而未能如願，還在不久後的特拉法加海戰受到決定性失敗，從此拿破崙就無法與英國爭奪海權。在這時期，海上戰爭的發生地也開始從歐洲海域轉往遠洋，因此對船艦的耐航性與作戰能力的要求跟著提高，船艦噸位增加、武器強化並引用鋼鐵裝甲，在資本主義和工業化的迅速發展下，艦隊與武器快速進步。

### 二十世紀到兩次世界大戰

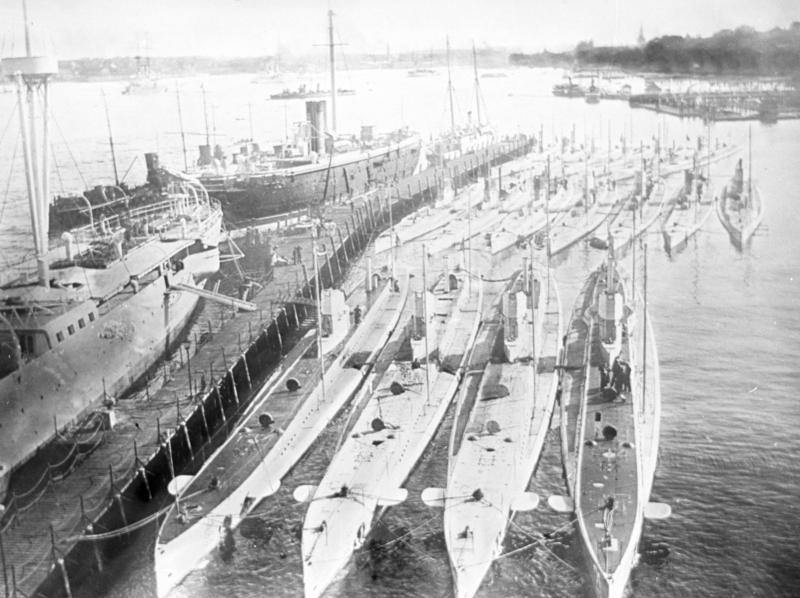
U-潛艇，德國首次在戰爭史上大規模使用潛艇，將其推向戰略用途。

19世紀末至20世紀初，新興國家在歐洲與亞洲出現，分別是義大利、德國與日本，與英法兩國不同的是，該國家並未有龐大的海外殖民地，在國家發展上對資源的進口需求極大。日本在經歷了美國炮舰外交後快速脫亞入歐，成為工業化國家後建設了一支現代化海軍，並用於19世紀末對鄰近中國的戰爭中。實力漸強的美國也向西班牙宣戰，憑著現代化、實力遠超過西班牙海軍的艦隊，奪取了菲律賓和加勒比海的殖民地。20世紀初，日本又對俄國發動戰爭，由於沙皇長期將艦隊視為國家威望的象徵而非維繫海權的工具，其艦艇陳舊過時與充滿缺陷，遠不如師法英國海軍與具備海上優勢的日本海軍，最終在對馬海峽海戰中慘敗，俄國經濟受到嚴重打擊，日本則成為遠東首屈一指的國家與世界海軍強國。
歐洲的陸權強國—德國而後也走向海軍國家之路，不同於奥托·冯·俾斯麦的大陸政策，德皇威廉二世尊崇阿尔弗雷德·赛耶·马汉的海權學說和阿爾弗雷德·馮·鐵必制所提倡的龐大艦隊，建立了一支世界規模第二大的艦隊—公海艦隊，這對英國產生了威脅，造成了國際間的軍備競賽。英國鑑於德國威脅而開發了大艦巨砲主義的無畏艦與以英國海軍大臣約翰·阿巴斯諾特·費舍爾「速度即是裝甲」為核心理念的戰鬥巡洋艦，後者具備戰鬥艦之火力與高航速；此外，第一次世界大戰前不久，潛艇發展技術已成熟，可投入實戰，但當時世界大多國家將其用於沿岸海防，並未用作主力。德國因為威廉二世選擇與俄國交惡，法國也想報普法戰爭之仇，形成了第一次世界大戰對抗法英俄協約集團的聯盟。戰爭爆發後，地中海變成奧匈帝國與鄂圖曼帝國海軍對抗義英法海軍的情勢，北海為英國皇家海軍與德意志帝國海軍，亞洲則是日本和德國遠東艦隊間的戰鬥。隨著戰爭發展，義大利退出同盟國，英國封鎖了德國費盡心力建設的巨大艦隊，直到唯一一次艦隊決戰的日德蘭海戰爆發，雖德國海軍取得戰術勝利，艦隊卻被英軍永久封鎖於港內，於是在可突破封鎖進行作戰的潛艇投下大量資源，發起大規模的海上破交戰—無限制潛艇戰。而英法進行了近代的大規模兩棲登陸作戰—加里波利战役。一次大戰中，大艦隊決戰的情況雖然很少，但各國海軍展現了不同於以往的海軍應用方式，並在日後發展純熟。
一次大戰後的1922年至1936年，美國、英國、日本、法國和義大利等五國簽訂了三個《限制海軍軍備條約》，由於华盛顿海军条约，日本與美國海軍快速發展，美國與以往的海軍首強—英國海軍，平起平坐，日本海軍則成為亞洲首強、是世界第三強大的海軍。在這段被稱作「海军假日」的時間裡，世界各國發展了許多条约型战列舰，以在火力、航程、航速與防護力上不平衡的設計來獲取部份的優勢，也以新技術來使艦隻維持於排水量的限制之下，如義大利海軍的维托里奥·维内托级战列舰擁有高航速與續航力低的特點。除了重型的戰鬥艦蓬勃發展外，驅逐艦也走上大型化的道路，裝備了更先進的艦砲與魚雷，如日本帝國海軍的吹雪級驅逐艦。地中海裡，法義兩國暗自較勁海軍武力，但法國海軍佈署範圍還得顧及大西洋而較顯弱勢，義大利建立了一支現代化、地中海規模最大，但缺乏航空母艦的艦隊。英國繼續保有巨型艦隊，也在條約允許的噸位下逐漸汰換舊式船隻。相較於一戰的戰勝國，德國海軍在戰爭結束時幾近全毀、規模極小，但仍設計出了德國級裝甲艦此類新式軍艦，在阿道夫·希特勒上台後更大張旗鼓的重建海軍，技術上亦不落人後。

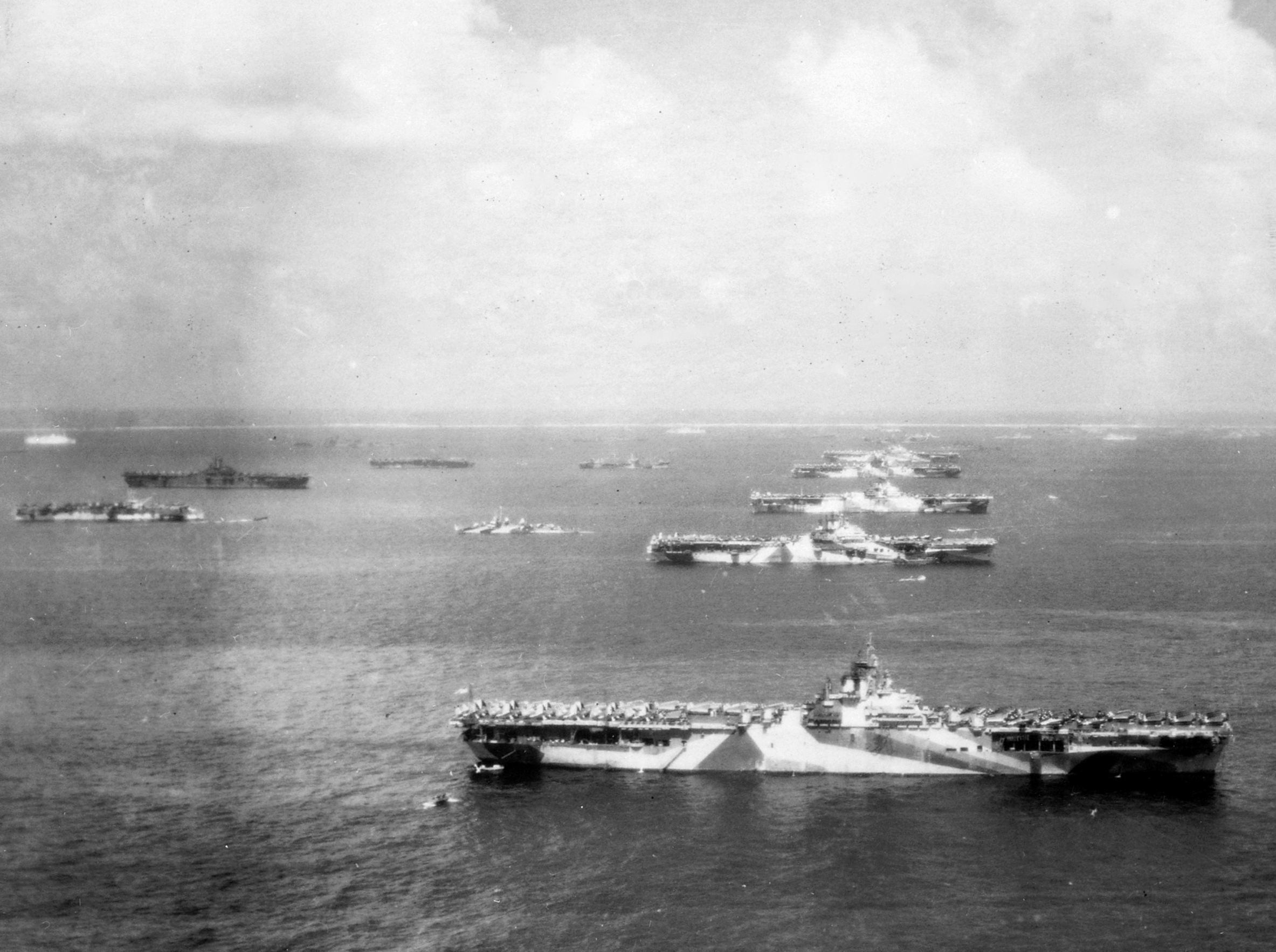
二戰時的美軍艾塞克斯級航空母艦戰鬥群。航空母艦為海軍一新世代的發展，空中力量成為了戰場的新主宰。

二次大戰爆發後，德國派出水面艦隊攻擊盟軍商船，而後再啟大規模的潛艇戰—大西洋海戰，配合多艘潛艇同攻擊的狼群戰術，於前期取得一系列輝煌成果，雙方的攻防也使得潛艇戰術、雷達與反潛科技迅速發展，但盟軍大量建造了護衛航空母艦護航，其裝備雷達的反潛機可輕易追擊到德國潛艇，最終在1943年5月扭轉情勢。雷達在夜間作戰、狹窄水域的高速水面作戰、防空作戰中創造了更有利的條件，除了大西洋追蹤德艦外，在太平洋戰爭所羅門群島戰役中也凸顯出了重要性。二戰中，空中力量的重要性變得極高，早在1940年11月的塔蘭托戰役中，英國海軍就以航空母艦上的艦載機攻擊義大利塔蘭托港內的軍艦，造成嚴重的癱瘓性傷害。1941年12月的珍珠港事件中，日本以多達6艘航空母艦的艦載機重創了美軍的艦隊和基地，其後的珊瑚海海戰、中途島海戰和雷伊泰灣海戰更是海軍以航空兵力為主的海空決戰，戰爭後期德國也率先使用了無線電控制的弗里茲X型炸彈擊沉義大利海軍的羅馬號戰艦，為日後反艦飛彈的前身。戰後，戰鬥艦的主力地位被航空母艦所取代，而一度是世界第一大規模的英國海軍與其經濟皆遭重創、法國的主力艦隊紛紛被毀、曾為地中海霸主的義大利海軍損失過半和世界第三、亞洲第一大規模的日本帝國海軍被擊潰，往日的殖民大國海軍各個遭到重大打擊，導致對海外殖民地的控制力大不如前，加上美國有意削弱其舊有勢力，而引發了一系列反殖民浪潮，從印尼到埃及各個宣告獨立，殖民大國國力大減，長時間無法恢復，世界的海權落入了美國與蘇聯手中。

### 冷戰至今

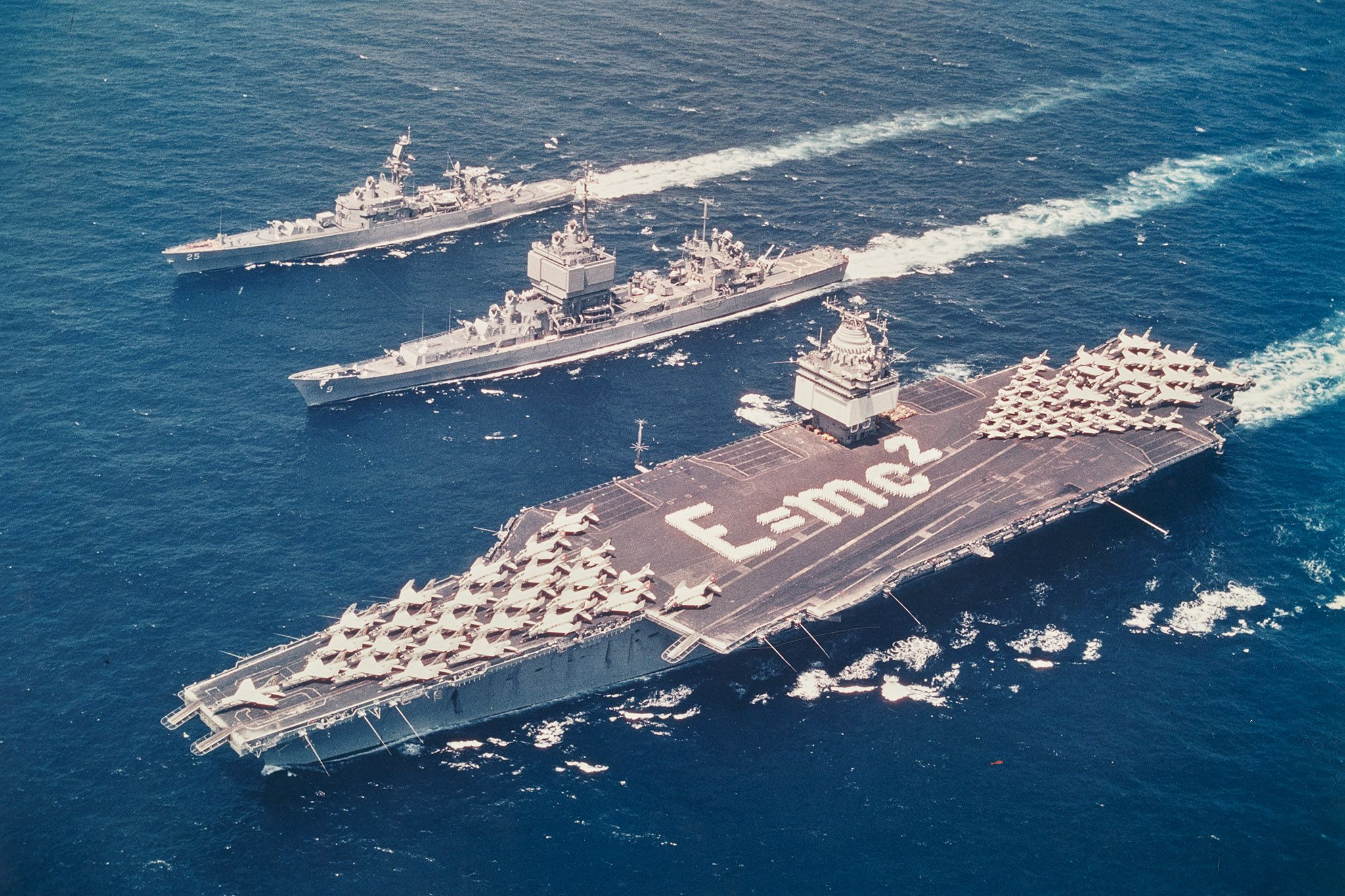
最初的幾艘核動力戰鬥艦艇，由前至後分別為：核動力航空母艦企業號、长滩号核动力导弹巡洋舰、班布里奇号核动力导弹巡洋舰

二戰結束後，飛彈武器快速發展，船艦武器由傳統艦砲與機載炸彈轉變為高精度與命中率的飛彈，由此催生了飛彈快艇，雖然起初由於先前類似的魚雷快艇在戰爭中能力有限的失敗例子而不被看好，但1967年第三次中東戰爭中，埃及用俄製SS-N-2飛彈擊沉了以色列的艾拉特號驅逐艦後，世界各國開始快速發展飛彈快艇與反艦飛彈，1967年世界僅有8個國家擁有飛彈快艇（共172艘），但到了1976年則增至26個國家（共469艘）。
冷戰時期主要是蘇聯和美國爭奪海上霸權，在核子技術實用化後開發了核動力的航艦、巡洋艦和潛艇，海軍艦艇的航程與作戰時間可以趨近無限的延長，同時又因為雙方裝備了具有相互保證毀滅原則的長程核子飛彈而並未發生大規模的戰鬥。美國首先利用核子技術製造了第一艘核動力的潛艇、巡洋艦與航空母艦—鸚鵡螺號、長灘號與企業號。與美國海軍航空母艦戰鬥群的理念不同，蘇聯一邊發展飛彈巡洋艦，一邊發展航空母艦，其中後者由於當時領導人尼基塔·赫魯曉夫推崇飛彈的理念而發展緩慢與不完全，蘇聯海軍先後開發了4級集反艦、反潛與防空飛彈於一身的飛彈巡洋艦，而其基輔級航空母艦的艦載機主要作為反潛之用，甲板上還裝設了大量飛彈發射器。由於技術上的問題，蘇聯艦艇在縮小武器和電子系統方面的能力較為薄弱，使得諸多早期的飛彈系統並沒有再裝填的彈藥儲存空間。為應付蘇聯反艦飛彈飽和攻擊的威脅，美國於1980年代建造了數艘提康德罗加级导弹巡洋舰，該級艦以整合對空中，水面與水下的各類感測器和相位陣列雷達結合的神盾戰鬥系統，可同時監控數百個空中，水面與水下目標，提供指揮官完整的作戰資訊。透過衛星和無線電通訊形成的資料網路，將艦隊蒐集情報的能力從艦艇本身擴大到水平線以外更大的空間。高度電腦與自動化的中央指揮系統具備快速反應能力、得以發射飛彈與其他武器摧毀多個目標。1990年代，美國又建造了數艘阿利·伯克級驅逐艦，不但擁有神盾系統，還具備匿蹤、核生化防護與模組化等特性，至今為美國海軍唯一級別的驅逐艦，也是世上最優良的驅逐艦之一。匿蹤設計也大量出現於現代的軍艦上，從巡防艦到巡洋艦都開始往降低雷達反射面、噪聲與紅外線輻射方面設計，如法國的拉法葉級巡防艦。

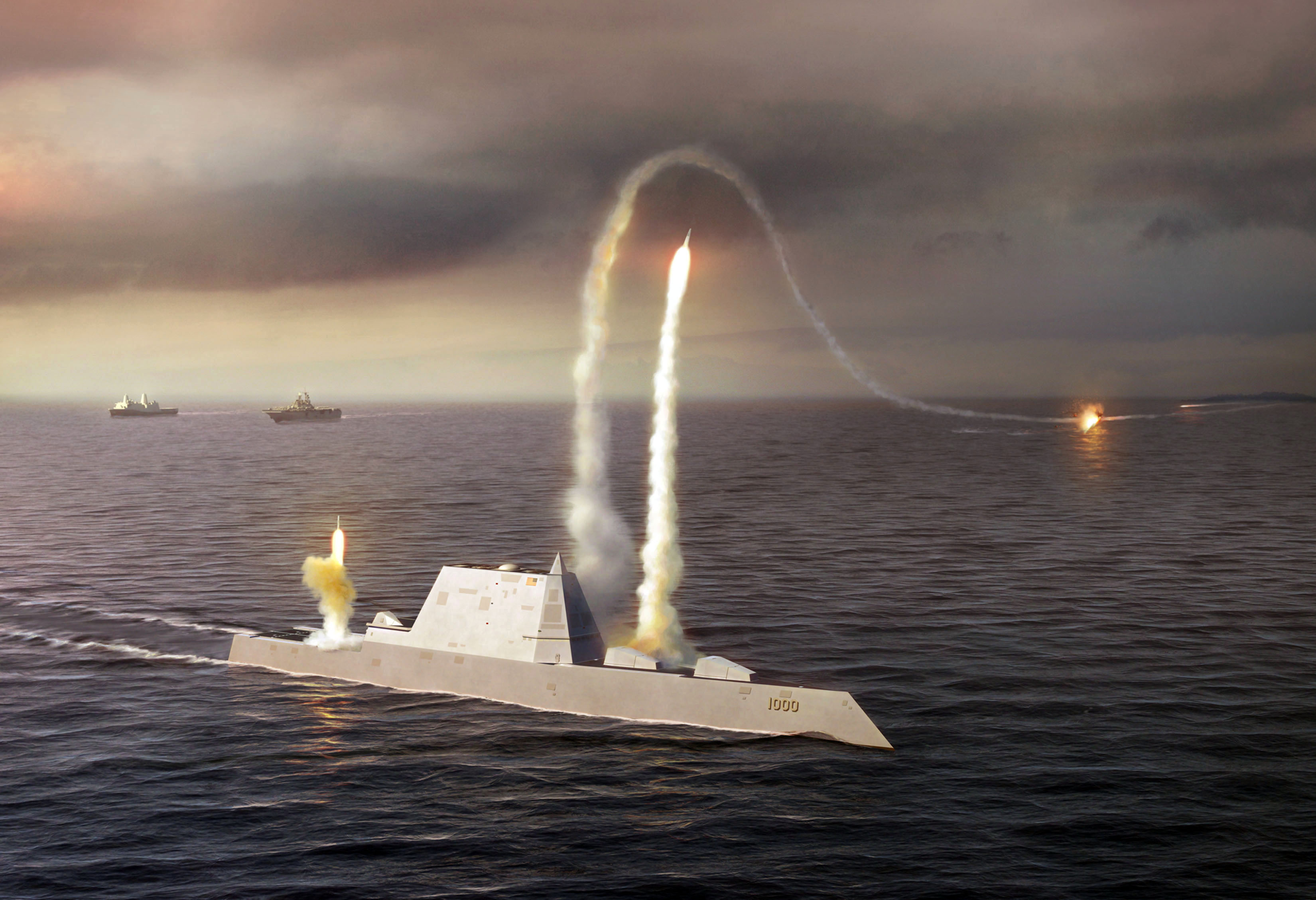
發射飛彈的朱姆沃爾特級驅逐艦想像圖。

在世界各國海軍艦艇走向自動化與電子化時，1982年爆發的福克蘭群島戰爭中阿根廷以超級軍旗攻擊機發射法製飞鱼反舰导弹擊沉英國特遣艦隊的雪菲爾號驅逐艦，雪菲爾號本身有極為精密的電子警戒系統，但在實戰中卻暴露出許多缺陷，包括天氣因素、艦體材料與設計佈局等，英國遂而檢討改進。然而在5年後，1987年的兩伊戰爭中，美國先進的派里級巡防艦—斯塔克號也被飛魚飛彈擊中，雖未沉但亦遭重創。因此，透過美國研究福島戰爭的教訓，並做了5年的改良，對於飛機以飛彈攻擊水面艦隻的防禦，海軍自動化系統的防禦能力仍是未知數。飛彈的強大火力也使美國與法國構想了以此為全部武裝的「武庫艦」概念，用以取代航空母艦戰鬥群的高維護成本，作為海軍主力，但其安全性與戰鬥操作性仍存有疑慮，因而至今都未被建造出來，美國近年也研究了作戰領域在沿海、對內陸進行火力投射的濒海战斗舰，如朱姆沃爾特級驅逐艦，發揮在波灣戰爭中密蘇里號戰艦進行沿岸砲擊的功能。
目前世界上大部分的海軍強國都可遠洋執行多種軍事任務，除了參與聯合國的維和行動外，還有打擊海盜、保護自己貿易航運與海外領地等任務。

## 功能
海軍的功能主要可分為外交、軍事和警備功能三種。

### 外交與宣傳

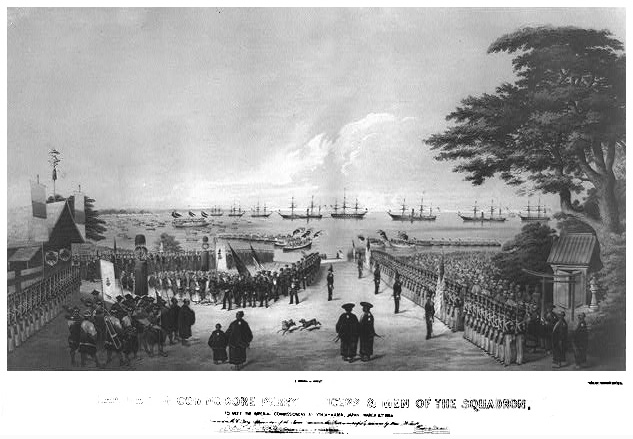
美國著名的炮舰外交——黑船來航

和平時期的海軍可作為外交的宣傳工具，威力強大的艦隊也能拿來當談判時的籌碼。在1854年美國就曾以炮舰外交，將艦隊作為恐嚇力量強迫日本打開國門就是著名的例子。近代海軍也多了與他國進行政治親善和友好訪問的任務，因此海軍人員也被要求應具有國際外交官的禮節。

### 軍事能力
現代，部份國家單憑海軍即可作為一支強大的威嚇力量，如：核戰的遏制。在軍事上可執行如：海上通商破壞戰、保護己方商船與通航線、協助兩棲作戰、摧毀敵人艦隊的決戰、攻守兼可的佈雷行動和特種任務等具體的行動。現代部份海軍憑著核科技賦予的超長航程與飛彈武器而具備近乎無限廣的攻擊範圍，涵蓋了全世界。

### 警備與救援
海軍也因為國家主權而具有保護領海與海上治安的任務，以及防止走私活動、執行海洋法規和海難事故的救援等。

## 海軍思想

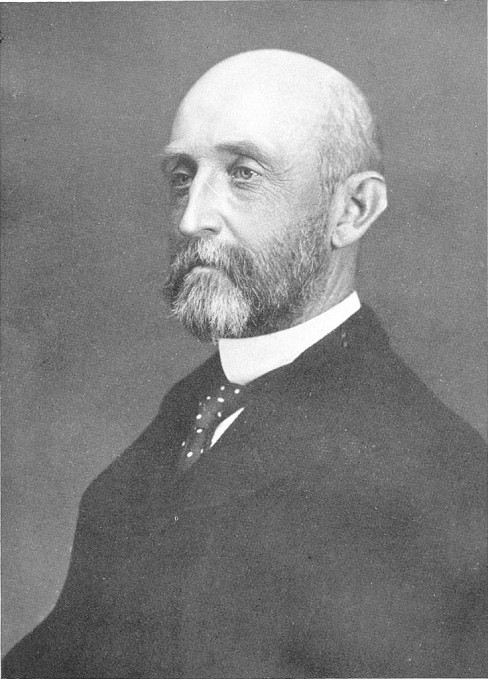
阿爾弗雷德·賽耶·馬漢，現代海權思想的先驅。

各個國家的海軍建設受制於地理、經濟與需求影響，早期的海權由商業需求發跡，而後到17世紀發展至控制世界貿易，1616年英國海上冒險家雷利曾上書給女王安妮，表示「誰控制了海洋，誰就能控制世界貿易；誰控制了世界貿易，誰就能控制世界財富，進而控制世界本身。」，現今可根據其在遠洋、近海和近岸進行作戰的能力分作藍水海軍、綠水海軍和褐水海軍。18世紀，海軍思想家阿尔弗雷德·赛耶·马汉先後發表《海權對歷史的影響 1660-1783》、《海權論》等著作，馬漢認為海權的運用可使國家增長財富與國力，並提出海權基本要素為：地理位置、自然型態、領土大小、人口數量、民族性格與政府性格，並力圖爭取制海權（Thalassocracy）。他認為海戰最高原則為削弱乃至毀滅敵人艦隊，並可以由決定性海戰或對港口的封鎖達成，馬漢認為這就是控制敵人海軍力量的方式，另一位海軍思想家柯白（Julian Corbett）則認為「海戰的目的必須經常是直接或間接地確實獲致制海權，並阻止對方獲致它」，制海權是種形式多樣的海上控制，但一般來說是各國海軍寄望取得的目標，以達到戰略上的軍事或政治目標，但也有未取得制海權就獲得海上戰略主導權的例子，如二戰德國潛艇艦隊在大西洋海戰前期的情況。自馬漢與柯白開始奠定基礎以來，其後將近50年時間內海軍理論都是以獲得制海權的需要為其基礎。
海軍思想在歷史發展中也常受到陸戰的影響，最著名的可說是一次大戰德國的公海艦隊，因其具有大陸性的海戰觀念，而執著於決定性海戰，消滅敵人的有生力量，最後因受至於地理環境而失敗的德國海軍反而極端地轉至「對交通線控制」的方針上。第二次世界大戰後，各國普遍已體認空權的重要，海軍若要對遠程目標進行任務勢必要擁有空中武力。雖然核子武器的出現一度使海軍被認為重要性變低，但軍事理論經過長時間的演進後發現，即便最終進行核子戰爭都不足以完全消除威脅與安全問題，唯一的方法就是派兵佔領敵人領土，而這項任務在當今空運進步的時代仍無法代替海運，海運的工作仍必須由海軍所完成，海權的重要性仍未降低。

## 組織

### 艦隊

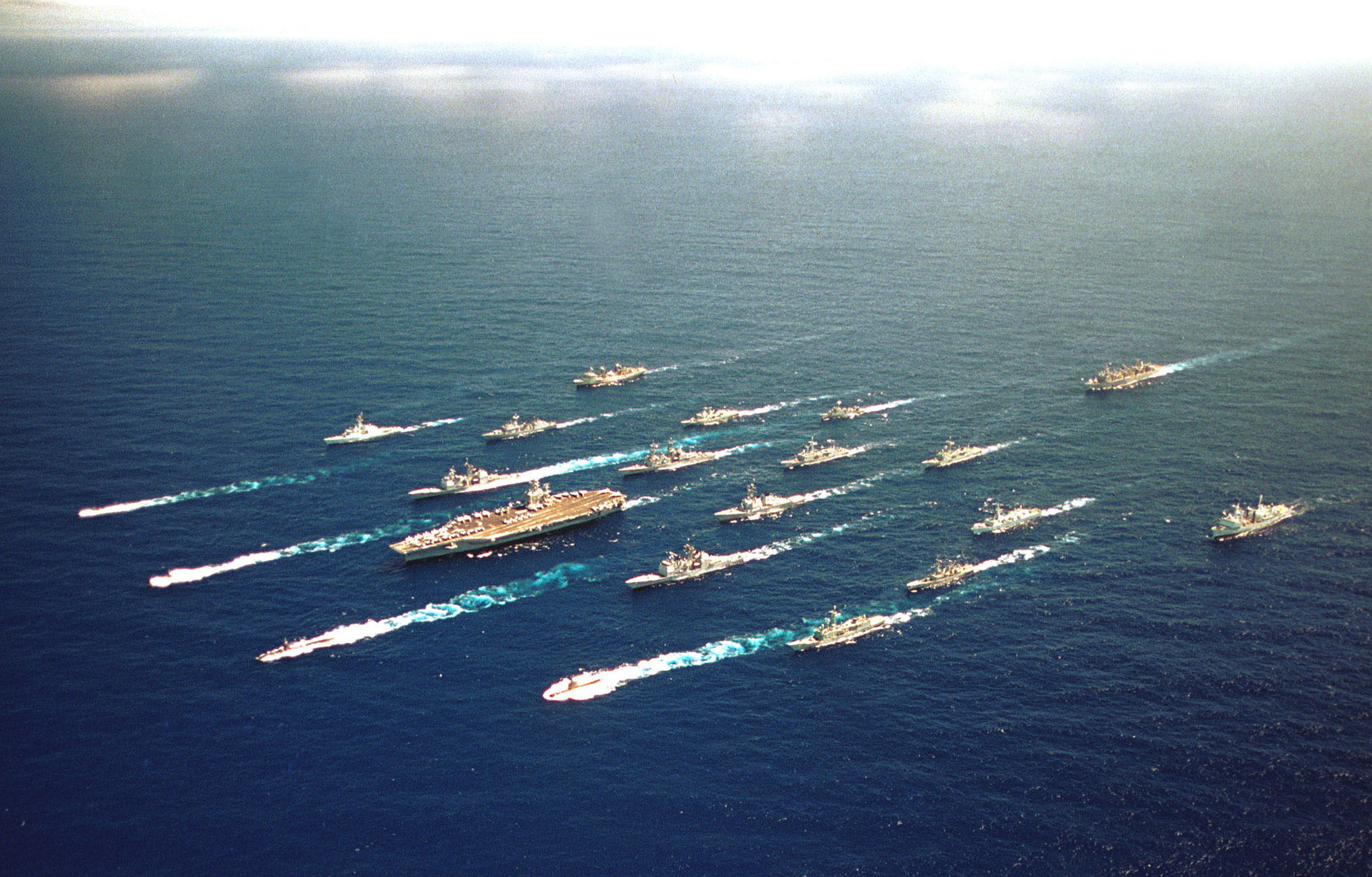
亞伯拉罕林肯號航空母艦戰鬥群。時為2000年環太平洋演習。

艦隊是海軍最直接的作戰單位，為取得、維持或干擾海上控制權之主要兵力，由各種軍艦所組成，軍艦可分作作戰艦艇（包括：航空母艦、巡洋艦、驅逐艦、巡防艦、護衛艦、潛艇、掃雷艦、獵雷艦、各類兩棲登陸支援艦艇、飛彈快艇、魚雷快艇、巡邏艇和砲艇）、輔助艦艇（包括：補給艦、運輸艦、修理艦、拖船和醫院艦）以及港勤艦艇（包括：浮塢、起重船、工作船、交通船）等。艦隊小至兩艘軍艦所組成，大至美國航空母艦戰鬥群的數十艘。大型艦隊依照佈署地區劃分而命名，如：俄羅斯波羅的海艦隊與黑海艦隊。以功能可分作航空母艦戰鬥群、潛艇艦隊、護衛艦隊等，但兩棲部隊與彈道飛彈潛艇不包括於此。

### 海軍陸戰隊與特種部隊

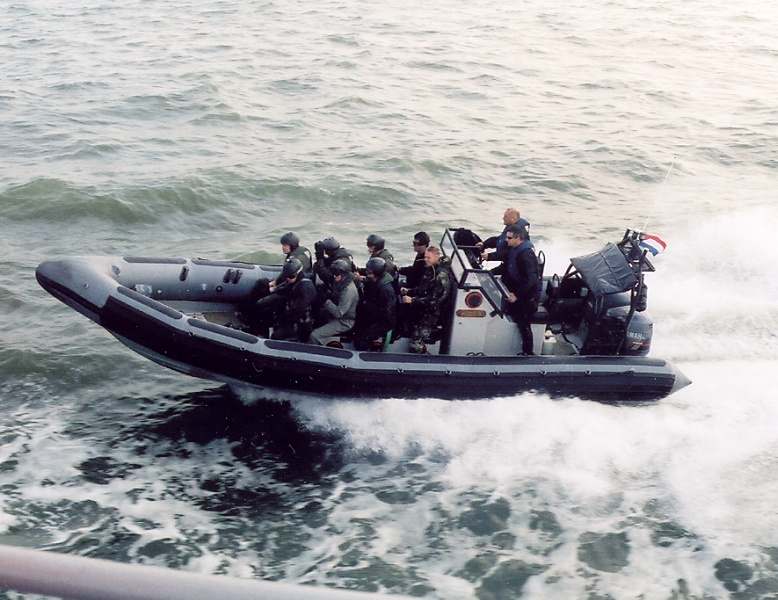
搭乘剛質充氣艇的荷蘭皇家海軍陸戰隊。

部份國家還有海軍陸戰隊和若干特種部隊劃為海軍部門，如美國的海豹部隊、英國的皇家海軍陸戰隊等。海軍陸戰隊原為防止艦上水手叛變而設置，後來成了登陸作戰的要角，為先頭部隊建立岸上灘頭堡，在二戰的諾曼底登陸與韓戰的仁川登陸都有著優異的表現。除了海軍陸戰隊外，歷史上也有以水手組成的步兵部隊，與陸軍共同作戰，如納粹德國海軍的海軍步兵師。海軍陸戰隊除了有專業的登陸艇進行搶灘外，也會使用特種部隊的小型快艇、袖珍潛艇或直昇機來進行任務，尤以後面幾種在大規模戰爭不再、反恐戰爭興起的現今特別重要。

### 海軍航空兵

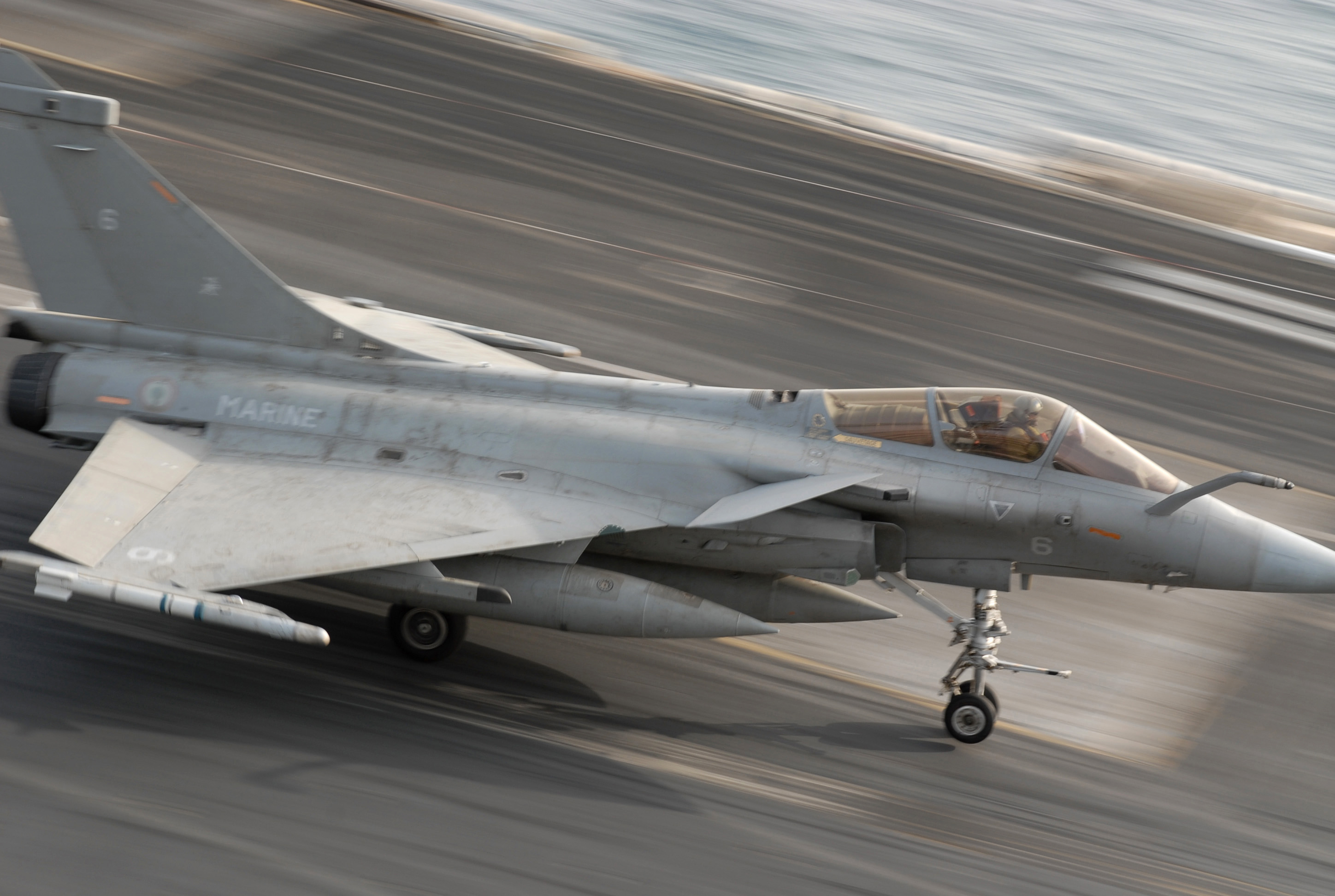
法國核能航母戴高樂號上降落的飆風戰機。

海軍航空兵為海軍重要的一支附屬兵力，為海軍所特有的軍事航空部隊，自19世紀末起開始出現。從一次大戰起即作為艦隊的空中保護，一直到二戰作為決戰主力，形成爾後海空聯合作戰的形式。在各國發展海軍航空兵之初，海軍與空軍為爭取權力而建設困難，如二戰中的大西洋海戰英德雙方都曾因為問題而作戰不利；在1949年時，美國國防部部長路易斯·A·约翰逊就認為空軍的B-36和平締造者轟炸機即足以擔任任何形式的戰略轟炸（包括核打擊）任務，因此主張降低航空母艦的數量，空軍和海軍對於核子打擊的看法不同而影響發展模式。然而在冷戰時期、陸基與海基飛彈出現後，海軍航空隊就不必執行此類任務，轉而變成專門對付飛彈潛艇。其保有兵力除了航空母艦、直升機航空母艦及水上飛機母艦上的各式軍用機外，還有沿岸搜救、反潛用的飛機與空勤人員，甚至如俄羅斯海軍航空兵者，將重型戰略轟炸機Tu-22M編入此單位中。

### 岸防部隊
部份國家的岸防部隊完全隸屬海軍單位，如：義大利岸防部隊和功能相似的法國海上憲兵隊，也有在戰時才接受其指揮，如：美國海岸防衛隊和土耳其岸防部隊者。岸防部隊主要任務為巡視海岸線與沿海地區，進行海上救難、保護本土與外島海軍基地或反入侵行動，下屬單位可能有海岸砲兵部隊與步兵隊。裝備可能包含：巡防艦、佈雷艦、救援直昇機、反潛機和各式岸基導彈。

### 引用
1. ↑  . 教育部重編國語辭典修訂本.   [2023-12-11]. （原始内容存档于2023-12-11）.
2. ↑  . 汉典.   [2023-12-11].
3. ↑  （英文）《雷伊泰灣爭奪戰》（The Battle for Leyte Gulf），C. Vann Woodward著，Macmillan出版（1947年）
4. ↑  （中文）《一九八四年世界各國海軍發展概況》，美國海軍學會月刊社著，第1-2頁
5. ↑  （中文）《世界海軍史》，丁一平著，第22頁。
6. ↑  （中文）《世界海軍史》，第26-27頁。
7. ↑  （中文）《世界海軍史》，第29頁。
8. ↑  （中文）《世界海軍史》，第30頁。
9. 1 2 3 4 5  （中文）《世界海軍史》，第124頁。
10. ↑  （中文）《世界軍武發展史：水面艦艇篇》，第184頁。
11. ↑  （中文）《海權對大國興衰的歷史影響》，第2頁。
12. ↑  （中文）《海軍思想的發展》，原編者導言，第9頁
13. ↑  （中文）《海軍思想的發展》，第一章—論制海權，第29頁
14. ↑  （中文）《海軍思想的發展》，第一章—論制海權，第19頁
15. ↑  （中文）《海軍思想的發展》，第七章—海權在未來全球戰爭中的任務，第180頁
16. 1 2  （中文）《現代海軍手冊：理論與實務》，第400頁。
17. ↑  （英文）.   [2010-04-08]. （原始内容存档于2021-03-22）.
18. ↑  （中文）《現代海軍手冊：理論與實務》，第73頁。
19. ↑  （中文）《國家海權論》，第299頁。
20. ↑  （英文）《空軍月刊》的《軍力報告：俄羅斯空軍》篇，Piotr Butowski著，2007年8月份，第65頁。
21. ↑  （英文）.   [2010-09-16]. （原始内容存档于2020-11-12）.

## 外部連結
- （英文）海軍科技 （页面存档备份，存于）
- （英文）以色列海軍特種部隊
- （英文）美國海軍線上資訊網 （页面存档备份，存于）
- （英文）英國皇家海軍 （页面存档备份，存于）
- （英文）國立海軍航空博物館 （页面存档备份，存于）